# Carlos del Barrio
Carlos del Barrio Corral (Santander, Cantabria, 15 de agosto de 1968) es un copiloto de rally español. Ha disputado cerca de cuatrocientas pruebas a lo largo de su carrera con más de cincuenta pilotos diferentes logrando cincuenta y ocho victorias —tres de ellas en el Campeonato del Mundo—, tres títulos del Campeonato de España de Rally (1997, 1998 y 2002) y uno en el Campeonato de España de Rally de Tierra (2008). Entre otros, ha copilotado a Chus Puras, Dani Sordo, Dani Solá y Xevi Pons, Jaime Azcona, Capi Saiz, David Guixeras, Pedro Javier Diego, Salvador Cañellas jr., Marc Blázquez, Ricardo Avero, Armide Martín, Eugenio Mantecón, Surhayen Pernía o José Luis Peláez.
En mayo de 2023 anunció en las redes su intención de retirarse profesionalmente de la competición.

## Trayectoria

### Inicios
Se inició en los años 80 copilotando a pilotos locales como Francisco González en pruebas de Cantabria. En 1988 debuta en el campeonato de España con Pedro Javier Diego en el Sierra Morena a bordo de un Peugeot 309 GTI y al año siguiente lo hace con otros pilotos como José Luis García u Orlando de La Hoz. Consigue un podio en el regional cántabro en el rally de San Juan y San Pedro. En 1991 corre varias pruebas del nacional de asfalto con Capi Saiz y con Jaime Azcona en un Peugeot 205 GTI con el que logra vencer en la categoría N3 en el rally Cataluña. Repite con Capi Saiz al año siguiente donde suman varios abandonos por averías o accidentes. Como mejor resultado un cuarto puesto en el San Froilán del campeonato de España. En 1993 acompaña a David Guixeras con el que logran acabar en cuarta posición general en dos citas y suman tres victorias y tres segundos puestos en el Desafío Peugeot.
El año siguiente copilota por primera vez a Jesús Puras con el que debuta además en el campeonato del mundo logrando un octavo puesto en Portugal y la victoria en el grupo N. Acuden también a Córcega, Argentina, Nueva Zelanda y San remo aunque con menos fortuna. En España corre dos pruebas con Alfredo Mesalles.
Inicia la temporada 1995 con Iván Rodríguez disputando tres pruebas del nacional y luego de una discreta participación con Ignacio Sanfilippo en Llanes logra su primer podio absoluto con Puras en el Rally de Ourense. En la siguiente cita, el rally de San Agustín consigue su primera victoria y posteriormente sumarían un podio en el Príncipe y la segunda victoria en el San Froilán. 
En 1996 junto a Puras disputan con SEAT el campeonato del mundo de 2litros con el SEAT Ibiza Kit Car. Tras un abandono en Montecarlo por avería en el motor se hacen con la victoria en su categoría en Portugal y luego suman cuatro abandonos consecutivos por diferentes problemas en el vehículo. 

### Campeón de España: 1997 y 1998
En 1997 regresan al campeonato de España esta vez con Citroën. A bordo del Citroën ZX Kit Car inician la temporada con dos victorias en las Islas Canarias, suman dos abandonos en Cataluña y Sierra Morena y regresan a lo más alto del podio con triunfos en Cantabria, Llanes, Orense y el Príncipe de Asturias y un podio en Avilés. Se proclaman así campeones de España de rallyes de asfalto, el cuarto para Puras y el primero para Del Barrio. Al año siguiente repiten programa con la marca francesa. Son segundos en El Corte Inglés y vencen en Adeje para posteriormente debutar en el Cataluña, sin éxito, con el Citroën Xsara Kit Car. Suman cuatro victorias consecutivas y en el Rías Baixas se aseguran el título automáticamente, al no disputarse debido a un sabotaje que impide su celebración. Cierran la temporada con sendas victorias en el Príncipe y en Madrid. Fuera de España acuden solamente al San Remo pero sin demasiada fortuna.
En 1999 a la derecha de Salvador Cañellas Jr. disputa por primera vez al completo el campeonato de España de tierra. A bordo del SEAT Córdoba WRC consiguen hacer podio en casi todas las citas con dos victorias, en Zaragoza y Gernika y terminan subcampeones. Acude a cuatro citas del nacional de asfalto dos, con el propio Cañellas y otras dos con Marc Blázquez consiguiendo un cuarto puesto en Salou como mejor resultado. Fuera de España logra con Cañellas la victoria en el Rallye Terre des Cardabelles, prueba del campeonato francés. 
En el año 2000 alterna el campeonato de tierra con Pedro Diego y el de asfalto con Cañellas. Con el primero logra una victoria en Zaragoza y cinco podios mientras que con el segundo dos victorias, en Llanes y Coruña, y cinco podios. Logra el subcampeonato en ambos certámenes. Al año siguiente se sienta al lado de Ricardo Avero en el Citroën Xsara Kit Car oficial. En el nacional de asfalto logran tres podios y en el campeonato de Canarias terminan cuartos en la clasificación final con cuatro victorias y seis podios.

### 2002: tercer campeonato de España
En 2002 regresa como copiloto de Puras con el que ganan todas las pruebas que disputan del campeonato de España. Ocho victorias de ocho participaciones con el Citroën Xsara WRC. Acuden de nuevo al Rally de San Remo donde son sextos de la general. 
Al año siguiente corre solamente el campeonato de asfalto con diferentes pilotos. Cuatro con Sergio López-Fombona, con Rantur en Cantabria, con Xavier Pons en Orense y con Dani Sordo el Costa del Sol. Su mejor puesto fue la quinta plaza en esta última. Con Dani Sordo disputa el campeonato nacional durante la temporada 2004 con un Citroën C2 S1600 y logran un podio en Avilés y la victoria en el Costa del Sol y Madrid. Acuden además a Argentina, Alemania y Francia con el Mitsubishi Lancer Evo VII con resultados modestos.

### 2005-2006, salto al campeonato del mundo

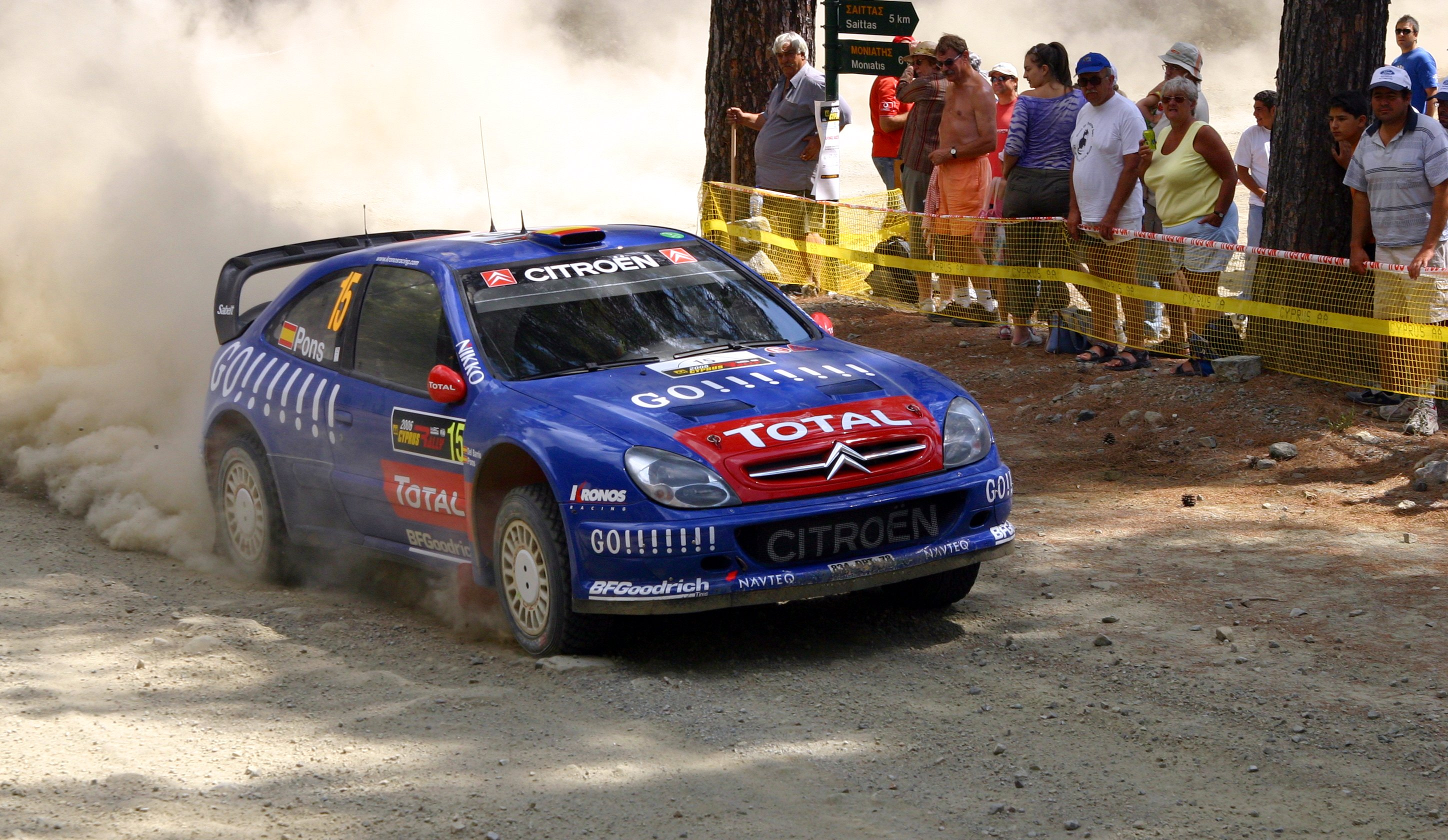
Con Xavi Pons disputó las temporadas 2005 y 2006 del campeonato del mundo. En la imagen durante el Rally de Chipre de 2006 donde finalizaron séptimos.

En la temporada 2005 aborda el campeonato del mundo. Primero disputa el Rally de México con el local Ricardo Triviño con el que son duodécimos y luego de una victoria con Sordo en el Rías Baixas participa con Xavi Pons en ocho citas del mundial en el OMV World Rally Team. Son cuartos en Cataluña donde cosechan el mejor resultado.
Al año siguiente dentro de la estructura Kronos Racing, equipo oficial de Citroën para esa temporada, disputan el calendario al completo. Tras dos sextos puestos y un cuarto en Cerdeña, en Alemania terminan decimocuartos luego de un error de copilotaje de Del Barrio en pleno tramo que casi los obliga a abandonar. Son cuartos de nuevo en Turquía, Australia y Nueva Zelanda, finalizando séptimos en la clasificación final del campeonato.
En 2007 regresa al lado de Puras y suman tres podios con el Lancer Evo IX y un cuarto con el Ferrari 360 en el Costa Brava. Se estrena a la derecha de Dani Solà en cuatro citas, dos en España y dos en el extranjero. Son décimos en el rally de Córcega y primeros de clase N4 con un Peugeot 207 S2000. También debuta con Armide Martín, primero en el Sierra Morena donde son segundos y luego en dos pruebas canarias donde logran otro segundo puesto en Tenerife y la victoria en Maspalomas.

### 2008: campeón de España tierra
De nuevo con Pons disputa en 2008 el campeonato de España de tierra. Logran la victoria en las tres primeras citas, y luego se suben al podio en las tres siguientes logrando así el título. En asfalto corren con Armide Martín seis pruebas con un Ferrari 360 logrando un podio en Madrid. Fuera de España acude con Pons al Rally de Azores donde abandonan por accidente y con Claudio Aldecoa al Paide Ralli prueba de Estonia donde abandonan por avería en la bomba de combustible.
En 2009 reduce sus participaciones a tan solo cinco pruebas. Dos con el jordano Mazn Tantash, una con Eugenio Mantecón, otra con Josep María Salvans y una quinta con Dani Sordo en el rally de Torrelavega donde se alzan con la victoria a bordo del Citroën C2 S1600.
Con Tantash disputa en 2010 cinco pruebas en Oriente Medio, con el brasileño Daniel Oliveira seis del Intercontinental Rally Challenge en un Peugeot 207 S2000 sin demasiado éxito y con Mantecón cinco en España logrando dos séptimos puestos en el Rías Baixas y en el Sierra Morena.

### Primera victoria en el WRC

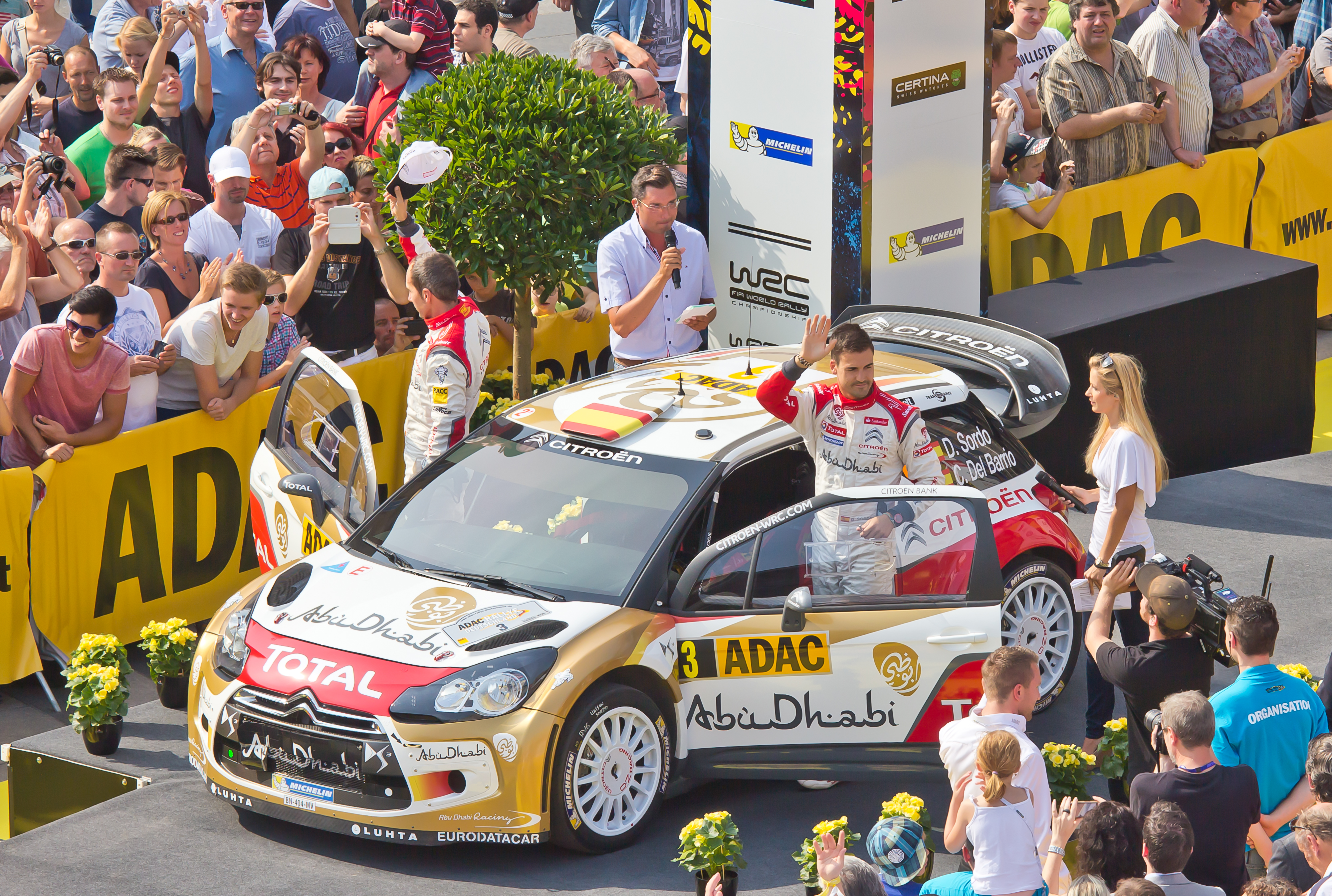
Carlos del Barrio en el rally de Alemania donde lograría su primera victoria del campeonato el mundo.

En 2011 regresa al mundial con Dani Sordo en el equipo oficial Mini WRC Team. Tras un sexto puesto en Cerdeña y un abandono en Finlandia por avería terminan en la tercera plaza en Alemania logrando así el primer podio mundialista. Repiten podio en la siguiente cita, Alsacia donde terminan segundos por detrás de Ogier a tan solo seis segundos. Son cuartos en Cataluña y decimonovenos en Gran Bretaña. Cierran la temporada con un quinto puesto en el Monza Rally Show. Al año siguiente repiten programa con Mini. Son segundos en Montecarlo, abandonan en Suecia por avería en el motor y en Portugal terminan undécimos luego de reengancharse a la carrera. Acuden a Argentina con el equipo Ford en sustitución de Latvala pero no logran terminar por avería en el alternador en el último tramo cuando rodaban en la tercera plaza. Posteriormente acuden el Rally de Córcega, puntuable ese año para el IRC donde logran la victoria con el Mini Cooper S2000 1.6T y regresan al mundial donde suman un sexto en Nueva Zelanda y luego no consiguen pasar de la novena plaza en Alemania y Cataluña, mientras que abandonan en Alsacia por problemas en la dirección asistida. 
En la temporada fichan por Citroën y disputan el calendario al completo con el Citroën DS3 WRC. Son terceros en Montecarlo, abandonan en Suecia por accidente, duodécimos en Portugal y novenos en Argentina luego de un error de copilotaje por parte de Del Barrio. Vuelven a subirse al podio en el Acrópolis donde son segundos, y luego de un cuarto en Cerdeña y un quinto en Finlandia acuden al Rally de Alemania donde consiguen la victoria tras una dura lucha hasta el último tramo con Neuville. Sería la primera victoria en el mundial tanto para Sordo como para Carlos del Barrio. En Alsacia suman un nuevo podio y en Cataluña no logran terminar por rotura en una suspensión. Cierran la temporada con un séptimo puesto en Gran Bretaña.
En 2014 Del Barrio disputa el rally de Portugal con el libanés Nicolas Amiouni donde abandonan por accidente y luego corre cinco citas del campeonato de España con Surhayen Pernía con un Lancer Evo X logrando un podio en el Bierzo y en Madrid y la victoria en la Mitsubishi Evo Cup en ambas pruebas.   
Tras un año en blanco vuelve a competir con Pernía en el nacional de asfalto donde suman un nuevo podio en Llanes y se hacen con el título en la European Clio R3T con una victoria y dos segundos. Disputa además dos citas en el nacional de tierra con el ecuatoriano Hugo Martín Navas. Al año siguiente terminan en la cuarta posición del campeonato de asfalto con Pernía a bordo del Hyundai i20 R5 con dos podios: Princesa y Llanes y suma una victoria en el rally de tierra de Cervera con Xavi Pons.      

### Regreso al WRC

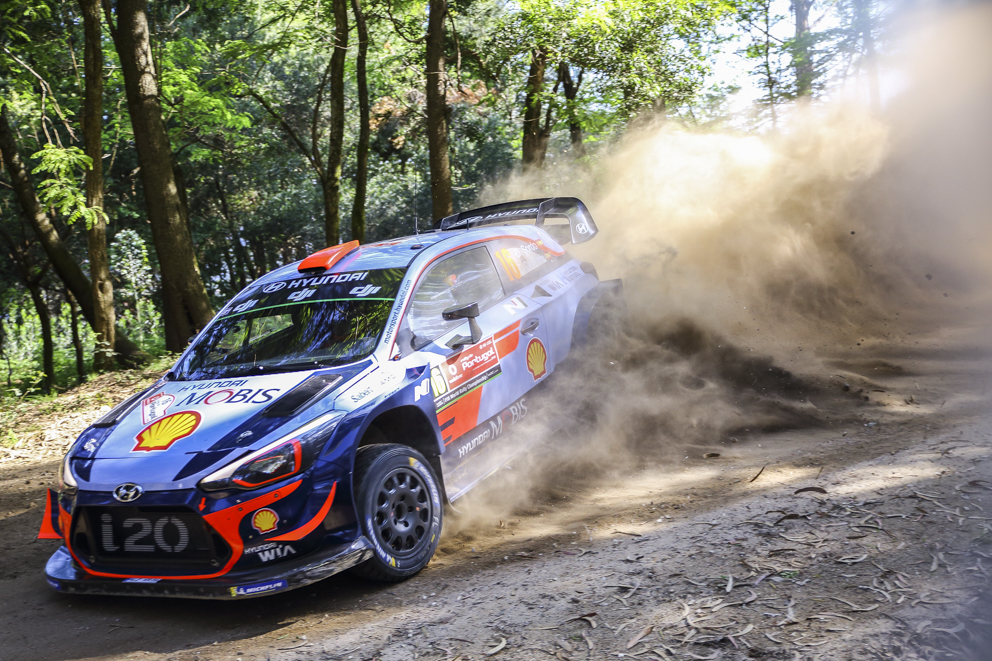
En 2018 Del Barrio regresó al campeonato del mundo con Dani Sordo con el que logró dos victorias más en el WRC y seis podios.

Vuelve al mundial en 2018 con Dani Sordo en el equipo oficial Hyundai. Disputan un programa parcial de siete pruebas. Son segundos en México y terceros en Argentina. A mayores corren el Barum Rally Zlín donde terminan terceros de la general y cierran el año con un quinto puesto en Cataluña. Al año siguiente logran la victoria en el rally Serras de Fafe y en el mundial participan en México, Córcega, Argentina y Portugal, con un cuarto puesto en la prueba francesa. Acuden al rally de Cerdeña donde se alzan con la segunda victoria mundialista para ambos gracias a un error en el último tramo de Ott Tänak cuando lideraba la prueba. Suman dos quintos puestos en Alemania y Turquía y logran un podio más Cataluña donde son terceros a escasas milésimas de Tanak, segundo clasificado. En 2020 de nuevo con un programa reducido de solo tres citas, abandonan en México por sobrecalentamiento del motor y luego acuden a Italia para participar primero en dos pruebas menores donde logran la victoria en el Rally Stars Roma Capitale y un podio en el Rally di Alba para a continuación disputar el rally de Cerdeña donde consiguen la victoria tras liderar casi toda la prueba. En España suman un nuevo triunfo en el rally de Cóbreces y cierran el año con un podio en el Rally de Monza.
Disputa la última prueba con Sordo en el rally de Montecarlo de 2021 donde son quintos y luego corre con el paraguayo Fabrizio Zaldívar a bordo de un Skoda Fabia Rally2 evo siete pruebas del WRC3 donde logran un cuarto puesto en Italia y termina séptimo en su categoría. Con Zaldívar corre también siete pruebas del campeonato paraguayo donde logran una victoria en el rally de Cordillera.
En 2022 de nuevo con Zaldívar corre diferentes pruebas sudamericanas: tres en Paraguay, una en Chile y otra en Argentina. El mejor resultado fue un segundo puesto en el Rally de Paraguarí. Tras correr solo tres pruebas en 2023, una con Gil Membrado y dos con Eduard Pons, anuncia su retirada de la competición profesional.

## Resultados completos

### Campeonato Mundial de Rally
| Año  | Piloto                | automóvil                  | 1       | 2       | 3       | 4       | 5       | 6       | 7       | 8       | 9       | 10      | 11      | 12      | 13     | 14     | 15     | 16      | Posición | Puntos |
| ---- | --------------------- | -------------------------- | ------- | ------- | ------- | ------- | ------- | ------- | ------- | ------- | ------- | ------- | ------- | ------- | ------ | ------ | ------ | ------- | -------- | ------ |
| 1994 | Jesús Puras           | Ford Escort RS Cosworth    | MON     | POR 8   | SAF     | FRA 14  | GRE     | ARG Ret | NZL Ret | FIN     | SRM 17  | GBR     |         |         |        |        |        |         | -        | 0      |
| 1995 | Jesús Puras           | Citroën ZX 16S             | MON     | SWE     | POR     | COR     | NZL     | AUS     | ESP Ret | GBR     |         |         |         |         |        |        |        |         | -        | 0      |
| 1996 | Jesús Puras           | SEAT Ibiza GTi 16V         | SWE     | SAF     | IND     | GRE     | ARG Ret | FIN     | AUS Ret | SRM     | ESP 15  |         |         |         |        |        |        |         | -        | 0      |
| 1997 | Jesús Puras           | Citroën ZX 16S             | MON     | SWE     | SAF     | POR     | ESP Ret | COR     | ARG     | GRE     | NZL     | FIN     | IND     | SRM     | AUS    | GBR    |        |         | -        | 0      |
| 1998 | Jesús Puras           | Citroën Xsara Kit Car      | MON     | SWE     | SAF     | POR     | ESP Ret | COR     | ARG     | GRE     | NZL     | FIN     | SRM Ret | AUS     | GBR    |        |        |         | -        | 0      |
| 1999 | Salvador Cañellas jr. | SEAT Ibiza GTi 16V Evo2    | MON     | SWE 46  | SAF     | POR Ret | ESP 39  | COR     | ARG     | GRE     | NZL     | FIN     | CHI     | SRM     | AUS    | GBR    |        |         | -        | 0      |
| 2000 | Salvador Cañellas jr. | SEAT Córdoba WRC           | MON     | SWE     | SAF     | POR     | ESP Ret | ARG     | GRE     | NZL     | FIN     | CHI     | COR     | SRM     | AUS    | GBR    |        |         | -        | 0      |
| 2002 | Jesús Puras           | Citroën Xsara WRC          | MON     | SWE     | COR     | ESP 12  | CHI     | ARG     | GRE     | SAF     | FIN     | GER     | SRM 6   | NZL     | AUS    | GBR    |        |         | -        | 0      |
| 2004 | Dani Sordo            | Mitsubishi Lancer Evo VII  | MON     | SWE     | MEX     | NZL     | CHI     | GRE     | TUR     | ARG Ret | FIN     | GER 19  | JAP     | GBR     | CER    | FRA 13 |        |         | -        | 0      |
| 2004 | Dani Sordo            | Citroën C2 S1600           |         |         |         |         |         |         |         |         |         |         |         |         |        |        | ESP 20 | AUS     | -        | 0      |
| 2005 | Ricardo Triviño       | Peugeot 206 WRC            | MON     | SWE     | MEX 12  | NZL     | ITA     | CYP     | TUR     |         |         |         |         |         |        |        |        |         | -        | 0      |
| 2005 | Xavi Pons             | Citroën Xsara WRC          |         |         |         |         |         |         |         | GRE 10  | ARG 10  | FIN 12  | GER 9   | GBR 11  | JPN    | COR 7  | ESP 4  | AUS Ret | -        | 0      |
| 2006 | Xavi Pons             | Citroën Xsara WRC          | MON 6   | SWE 9   | MEX Ret | ESP Ret | FRA 6   | ARG 17  | ITA 4   | GRE 8   | GER 14  | FIN Ret | CYP 7   | TUR 4   | AUS 4  | NZL 4  | GBR 5  |         | 7.º      | 32     |
| 2007 | Dani Solá             | Honda Civic Type-R         | MON     | SWE     | NOR     | MEX 20  | POR     | ARG     | ITA     | GRE     | FIN     | GER     | NZL     | ESP     |        |        |        |         | -        | 0      |
| 2007 | Dani Solá             | Peugeot 207 S2000          |         |         |         |         |         |         |         |         |         |         |         |         | COR 10 | JPN    | IRE    | GBR     | -        | 0      |
| 2010 | Mazen Tantash         | Mitsubishi Lancer Evo IX   | SWE     | MEX     | JOR Ret | TUR     | NZL     | POR     | BUL     | FIN     | GER     | JPN     | FRA     | ESP     | GBR    |        |        |         | -        | 0      |
| 2011 | Dani Sordo            | Mini John Cooper Works WRC | SWE     | MEX     | POR     | JOR     | ITA 6   | ARG     | GRE     | FIN Ret | GER 3   | AUS     | FRA 2   | ESP 4   | GBR 20 |        |        |         | 7.º      | 59     |
| 2012 | Dani Sordo            | Mini John Cooper Works WRC | MON 2   | SWE Ret | MEX     | POR 11  | ARG Ret | GRE     | NZL 6   | FIN     | GER 9   | GBR     | FRA Ret | ITA     | ESP 9  |        |        |         | 12.º     | 35     |
| 2013 | Dani Sordo            | Citroën DS3 WRC            | MON 3   | SWE Ret | MEX 4   | POR 12  | ARG 9   | GRE 2   | ITA 4   | FIN 5   | GER 1   | AUS     | FRA 2   | ESP Ret | GBR 7  |        |        |         | 5.º      | 123    |
| 2018 | Dani Sordo            | Hyundai i20 Coupe WRC      | MON Ret | SWE     | MEX 2   | FRA 4   | ARG 3   | POR 4   | ITA     | FIN     | GER Ret | TUR     | GBR     | ESP 5   | AUS    |        |        |         | 8.º      | 71     |
| 2019 | Dani Sordo            | Hyundai i20 Coupe WRC      | MON     | SWE     | MEX 9   | FRA 4   | ARG 6   | CHI     | POR 23  | ITA 1   | FIN     | GER 5   | TUR 5   | GBR     | ESP 3  | AUS C  |        |         | 8.º      | 89     |
| 2020 | Dani Sordo            | Hyundai i20 Coupe WRC      | MON     | SWE     | MEX Ret | EST     | TUR     | ITA 1   | MON 3   |         |         |         |         |         |        |        |        |         | 8.º      | 42     |
| 2021 | Dani Sordo            | Hyundai i20 Coupe WRC      | MON 5   |         |         |         |         |         |         |         |         |         |         |         |        |        |        |         | 18.º     | 11     |
| 2021 | Fabrizio Zaldívar     | Škoda Fabia Rally2 evo     |         | ART 33  | CRO 17  | POR 18  | ITA 11  | SAF     | EST 20  | YPR     | GRE 33  | FIN     | ESP 23  | MON     |        |        |        |         | 18.º     | 11     |
| 2022 | Fabrizio Zaldívar     | Hyundai i20 N Rally2       | MON     | SWE     | CRO     | POR 31  | ITA 33  | SAF     | EST     | FIN     | YPR     | GRE     | NZL     |         |        |        |        |         | -        | 0      |
| 2022 | Bruno Bulacia         | Škoda Fabia Rally2 evo     |         |         |         |         |         |         |         |         |         |         |         | ESP 36  | JAP    |        |        |         | -        | 0      |

### IRC
| Año  | Piloto          | Vehículo               | 1      | 2   | 3       | 4       | 5   | 6       | 7       | 8      | 9       | 10  | 11  | 12  | 13  | Posición | Puntos |
| ---- | --------------- | ---------------------- | ------ | --- | ------- | ------- | --- | ------- | ------- | ------ | ------- | --- | --- | --- | --- | -------- | ------ |
| 2007 | Dani Solà       | Honda Civic Type-R R3  | KEN    | FIA | YPR     | RUS     | MAD | BCZ     | SRM Ret | VAL    | CHI     |     |     |     |     | -        | 0      |
| 2010 | Daniel Oliveira | Peugeot 207 S2000      | MON 20 | CUR | ARG Ret | CAN Ret | CER | YPR Ret | AZO     | MAD 19 | BCZ Ret | SAN | ESC | CYP |     |          |        |
| 2012 | Dani Sordo      | Mini Cooper S2000 1.6T | AZO    | CAN | IRL     | COR 1   | TAF | YPR     | SAM     | RUM    | BCZ     | PYA | SLV | SAN | CYP | 15.º     | 25     |

### Campeonato de España de Rally
| Año  | Equipo                 | Automóvil                | 1       | 2       | 3       | 4       | 5       | 6       | 7       | 8       | 9       | 10      | 11      | 12      | 13    | 14  | Pos. | Puntos |
| ---- | ---------------------- | ------------------------ | ------- | ------- | ------- | ------- | ------- | ------- | ------- | ------- | ------- | ------- | ------- | ------- | ----- | --- | ---- | ------ |
| 1988 | Pedro Javier Diego     | Peugeot 309 GTI          | CAT     | SMO     | ARO     | CAJ     | LLA     | CAN Ret | PDA     | FRO     | ECI     | VAL     |         |         |       |     |      |        |
| 1989 | José Luis García       | Renault 5 GT Turbo       | CAT     | SMO     | SAN 15  | CAJ     | LLA     | OUR     | OSO     | PDA     | ISC     | ECI     |         |         |       |     |      |        |
| 1989 | Orlando de La Hoz      | Renault 5 GT Turbo       |         |         |         |         |         |         |         |         |         |         | VAL     |         |       |     |      |        |
| 1990 | Francisco Javier Saiz  | Citroën AX Sport         | CAT     | SMO     | CAN     | CAJ     | LLA     | OUR     | OSO     | PDA     | CAN     | ECI     | VAL     |         |       |     |      |        |
| 1991 | Capi Saiz              | Peugeot 205              | CAN 15  | ECI Ret | CAN 14  | CAJ     |         |         |         |         |         |         |         |         |       |     | 8.º  | 617    |
| 1991 | Jaime Azcona           | Peugeot 205              |         |         |         |         | LLA EXC | OUR 15  | OSO 19  | PDA 11  | VAL 17  | CAT 6   |         |         |       |     | 8.º  | 617    |
| 1992 | Capi Saiz              | Peugeot 309 GTI          | ECI     | ISC     | CAN 7   | MED Ret | LLA Ret | OSO     | FRO 4   | CER Ret | PDA Ret | OUR     | CAT Ret | MAD Ret |       |     |      |        |
| 1993 | David Guixeras         | Peugeot 309 GTI          | ECI 4   | CAN Ret | LLA 4   | OUR 10  | FRO 11  | SAG 10  | RBX     | PDA Ret | LIN 5   | CAT     | TEN     | COR     |       |     | 10.º | 464    |
| 1994 | Alfredo Mesalles       | Peugeot 106 Rallye       | ECI 17  | ADE     | CAJ     | SMO 19  | LLA     | OUR     | FRO     | SAG     | PDA     | RBX     | CAT     | COR     |       |     |      |        |
| 1995 | Iván Rodríguez         | Renault Clio Williams    | ECI Ret | ADE     | CAJ 7   | SMO Ret |         |         |         |         |         |         |         |         |       |     | 5.º  | 793    |
| 1995 | Ignacio Sanfilippo     | Peugeot 106 Rallye       |         |         |         |         | LLA 21  |         |         |         |         |         |         |         |       |     | 5.º  | 793    |
| 1995 | Jesús Puras            | Citroën ZX 16V           |         |         |         |         |         | OUR 2   | SAG 1   | PDA 2   | FRO 1   | CAT Ret | COR     |         |       |     | 5.º  | 793    |
| 1997 | Jesús Puras            | Citroën ZX Kit Car       | ECI 1   | ADE 1   | CAT Ret | SMO Ret | CAN 1   | LLA 1   | OUR 1   | AVI 2   | RBX Ret | PDA 1   | FRO     | COR Ret | MAD   |     | 1.º  | 1430   |
| 1998 | Jesús Puras            | Citroën Xsara Kit Car    | ECI 2   | ADE 1   | CAT Ret | CAJ 1   | LLA 1   | OUR 1   | AVI 1   | RBX -   | PDA 1   | COR     | SAL     |         | MAD 1 |     | 1.º  | 1320   |
| 1998 | David Guixeras         | Citroën Saxo Kit Car     |         |         |         |         |         |         |         |         |         |         |         | FRO Ret |       |     | 1.º  | 1320   |
| 1999 | Salvador Cañellas, jr. | SEAT Ibiza GTi 16V Evo2  | ECI     | CAT 15  | COR     | CAJ     | LLA     | OUR     | AVI     | RBX     | PDA 7   |         |         |         |       |     |      |        |
| 1999 | Marc Blázquez          | SEAT Ibiza Kit Car       |         |         |         |         |         |         |         |         |         | SAL 4   | ADE     | MAD 9   |       |     |      |        |
| 2000 | Salvador Cañellas, jr. | SEAT Córdoba WRC         | CAT Ret | ECI     | CAJ 2   | MED     | LLA 1   | OUR 3   | AVI 2   | RBX     | COR 1   | PDA Ret | VEN     | SAL     | TEN   | MAD | 2.º  | 852    |
| 2001 | Ricardo Avero          | Citroën Xsara Kit Car    | MED 4   | ECI 3   | SAL Ret | COR     | LLA 11  | OUR     | AVI Ret | RBX 3   | PDA 4   | VEN     | CAJ     | MAD 2   |       |     | 6.º  | 705    |
| 2002 | Jesús Puras            | Citroën Xsara WRC        | ECI 1   | CAJ 1   | LLA 1   | OUR 1   | AVI 1   | RBX 1   | VCN     | MED     | CDS 1   | MAD 1   |         |         |       |     | 1.º  | 224    |
| 2003 | Sergio López-Fombona   | Citroën Saxo Kit Car     | MED 10  | ECI     |         | RBX 11  |         | AVI Ret | PDA     | VCN 8   |         |         |         |         |       |     |      |        |
| 2003 | «Rantur»               | Citroën Saxo S1600       |         |         | CAJ 11  |         |         |         |         |         |         |         |         |         |       |     |      |        |
| 2003 | Xavier Pons            | Citroën Saxo S1600       |         |         |         |         | OUR 6   |         |         |         |         |         |         |         |       |     |      |        |
| 2003 | Dani Sordo             | Citroën Saxo S1600       |         |         |         |         |         |         |         |         | CDS 5   |         |         |         |       |     |      |        |
| 2004 | Dani Sordo             | Citroën C2 S1600         | VIL     | ECI     | CAN     | RBX Ret | OUR 5   | AVI 3   | PDA Ret | LLA 4   | CDS 1   | MAD 1   |         |         |       |     | 5.º  | 54     |
| 2005 | Dani Sordo             | Citroën C2 S1600         | VIL     | CNR     | CAN     | RBX 1   | OUR     | AVI     | FRR     | LLA     | PDA     |         |         |         |       |     |      |        |
| 2007 | Jesús Puras            | Mitsubishi Lancer Evo IX | VIL 5   | CNR 3   | CAN 2   | RBX     | OUR 3   |         |         |         |         |         |         |         |       |     | 5.º  | 48     |
| 2007 | Jesús Puras            | Ferrari 360 Rally        |         |         |         |         |         |         |         | LLA     | CBR 3   |         |         |         |       |     | 5.º  | 48     |
| 2007 | Dani Solà              | Peugeot 207 S2000        |         |         |         |         |         | FRR     | PDA Ret |         |         |         |         |         |       |     | 5.º  | 48     |
| 2008 | Armide Martín          | Ferrari 360 Rally        | VIL 6   | CNR Ret | CAN 7   | RBX 8   | OUR 4   | FRR     | PDA     | LLA     | SRM     | CBR     | SHA 3   |         |       |     | 8.º  | 32     |
| 2009 | Eugenio Mantecón       | Renault Clio R3          | VIL     | CNR     | CAN     | RBX     | OUR     | FRR     | PDA     | LLA     | SRM Ret | CBR     | SHA     |         |       |     | -    | 0      |
| 2010 | Eugenio Mantecón       | Subaru Impreza STi       | VIL 12  | CNR     | CAN     |         |         |         |         |         |         |         |         |         |       |     |      |        |
| 2010 | Eugenio Mantecón       | Mitsubishi Lancer Evo X  |         |         |         | RBX 7   | OUR     | FRR Ret | PDA     | LLA Ret | SRM 7   | RCM     |         |         |       |     |      |        |
| 2014 | Surhayen Pernía        | Mitsubishi Lancer Evo X  | CNR     | SMO     | RBX     | OUR     | BIE 2   | FER Ret | PDA     | LLA 5   | CAN Ret | MAD 3   |         |         |       |     | 8.º  | 80     |
| 2016 | Surhayen Pernía        | Renault Clio RS R3T      | CNR     | ADE     | SMO 8   | FER     |         | OUR     | PDA 8   |         |         |         |         |         |       |     | 9.º  | 98     |
| 2016 | Surhayen Pernía        | Ford Fiesta R5           |         |         |         |         | CAN Ret |         |         |         |         |         |         |         |       |     | 9.º  | 98     |
| 2016 | Surhayen Pernía        | Škoda Fabia R5           |         |         |         |         |         |         |         | LLA 2   |         |         |         |         |       |     | 9.º  | 98     |
| 2016 | José Luis Peláez       | Peugeot 208 R2           |         |         |         |         |         |         |         |         | MED 7   | MAD Ret |         |         |       |     | 9.º  | 98     |
| 2017 | Surhayen Pernía        | Hyundai i20 R5           | SMO     | CAN 8   | ADE 5   | OUR     | FER Ret | PDA 3   | LLA 3   | CAN Ret | MED     | MAD 7   |         |         |       |     | 4.º  | 151    |

### Campeonato de España de Rallyes de Tierra
| Año  | Piloto                | Automóvil                | 1       | 2       | 3     | 4       | 5       | 6     | 7     | 8       | Posi. | Puntos |
| ---- | --------------------- | ------------------------ | ------- | ------- | ----- | ------- | ------- | ----- | ----- | ------- | ----- | ------ |
| 1999 | Salvador Cañellas jr. | SEAT Córdoba WRC         | SIG 3   | AGU 3   | TEL 2 | ZAR 1   | NAV 2   | GER 1 | CDR 2 | ASE Ret | 2.º   | 139    |
| 2000 | Pedro Javier Diego    | SEAT Córdoba WRC         | COR 2   | CAR Ret | ZAR 1 | NAV 4   | REQ 3   | LIN 2 | GER 2 | ART 5   | 2.º   | 127    |
| 2008 | Xavier Pons           | Mitsubishi Lancer Evo IX | POZ 1   | GUI 1   | LAN 1 | LAN 3   | CAN 2   | CAN 2 | ECA   |         | 1.º   | 134    |
| 2016 | Hugo Martín Navas     | Peugeot 208 N5           | LOR     | NAV     | GAL   | BIE Ret |         |       |       |         | -     | 0      |
| 2016 | Hugo Martín Navas     | Ford Fiesta R5           |         |         |       |         | CER Ret | EXT   | CTG   | POZ     | -     | 0      |
| 2017 | José Luis Peláez      | Mitsubishi Lancer Evo X  | LOR Ret | NAV     | GAL   |         |         |       |       |         |       |        |
| 2017 | Xavi Pons             | Peugeot 208 T16          |         |         |       | CER 1   | EXT     | POZ   | CTG   |         |       |        |